# اتحادیه گمرکی اتحادیه اروپا
اتحادیه گمرکی اتحادیه اروپا (به انگلیسی: European Union Customs Union (EUCU)) یک اتحادیهٔ گمرکی مشتمل بر کشورهای عضو اتحادیه اروپا، موناکو و برخی از قلمروهای وابسته به بریتانیا است که عضو اتحادیه اروپا نیستند. برخی از سرزمین‌های غیرمتصل اتحادیه اروپا در اتحادیه گمرکی مشارکت ندارند که این مسأله معمولاً به دلیل جدا بودن آنها از لحاظ جغرافیایی است. اتحادیهٔ اروپا به غیر از اتحادیهٔ گمرکی خود، با کشورهای آندورا، سان مارینو و ترکیه هم از طریق توافق‌های دوجانبه اتحادیهٔ گمرکی دارد اما این توافق‌ها شامل همهٔ کالاها نمی‌شود.
اتحادیهٔ گمرکی یکی از اساسی‌ترین دلایل تشکیل اتحادیهٔ اروپا از زمان تشکیل آن در سال ۱۹۵۸ تحت عنوان جامعهٔ اقتصادی اروپا بوده است. میان کشورهای عضو اتحادیهٔ گمرکی هیچ تعرفه یا مانع غیرتعرفه‌ای وجود ندارد و بر خلاف مناطق تجارت آزاد، اعضای این اتحادیه بر همهٔ کالاهایی که از خارج به این اتحادیه وارد می‌شوند، تعرفهٔ یکسان می‌بندند.
کمیسیون اروپا به نمایندگی از کل کشورهای عضو در قراردادهای تجاری بین‌المللی (مثل توافقنامه جامع تجاری و اقتصادی با کانادا) مذاکره می‌کند و کشورهای عضو به تنهایی وارد این مذاکرات نمی‌شوند. همچنین این اتحادیه با سازمان تجارت جهانی هم به صورت یک کل واحد طرف می‌شود و همهٔ اختلافات تجاری از طریق همین اتحادیهٔ حل و فصل می‌گردد.

## نکات
1. ↑   آکراتاری و داکیلیا که از سرزمین‌های فرادریایی بریتانیا است و جزیره‌های وابسته به تاج‌وتخت بریتانیا از قبیل: گرنزی، جرزی و جزیره من عضو این اتحادیه هستند.[۱]
2. ↑  مثل برون‌بوم‌های آلمان و ایتالیا داخل سوئیس و برخی از جزیره‌های اسپانیا و پرتغال.
3. ↑  به نوشتار اتحادیه گمرکی اتحادیه اروپا و ترکیه مراجعه کنید.